# Löwe, der ein Rind reißt (KHM 8020)
Der Löwe, der ein Rind reißt ist eine altägyptische Skulptur, die in der Ägyptisch-Orientalischen Sammlung des Kunsthistorischen Museums in Wien unter der Inventarnummer 8020 ausgestellt wird. Sie ist 61,5 cm lang, aus grünem Schiefer gefertigt und stammt aus der Spätzeit, vermutlich aus der 30. Dynastie. Ihr Fundort ist unbekannt. Sie zeigt einen Löwen, der ein Rind reißt. Ungewöhnlich ist, dass der Löwe in voller Aktion dargestellt wird, da er in ägyptischen Löwendarstellungen normalerweise ruhend präsentiert wird. Der Löwe packt mit den Vorderpranken das Rind an den Seiten und schlägt seine Zähne in dessen Nacken. Das Rind ist in kleinerem Maßstab dargestellt. Sein Kopf ist abgebrochen.
Die Darstellung hat symbolischen Charakter. Das Motiv taucht unter anderem in der Amarna-Zeit, aber etwa auch in Mykene auf.
Emma Brunner-Traut und Hellmut Brunner vermuteten, dass es sich um ein Kultbild eines Tempels handelt. Die eigentliche Wohnung des Gottes war nach altägyptischer Vorstellung das Allerheiligste eines Tempels, der innerste Raum, auf den sich die anderen Räume und das Kultgeschehen konzentrierten. In diesem Raum war der Gott in Form eines Götterbildes präsent, einer kleinen Kultstatue. Diese Kultstatue war beseelt und diente als eigentlicher Leib, in dem die Gottheit wohnte. In diesem Fall käme für die Skulptur vor allem der Löwengott Miysis, der Hauptgott von Leontopolis in Frage.
Die ursprüngliche Herkunft der Skulptur ist unbekannt, sie stammt aus der Sammlung des Tommaso degli Obbizzi im Castello del Catajo und gelangte über das Haus Este in den Besitz von Franz Ferdinand, der 1914 beim Attentat von Sarajevo ums Leben kam. 1918 wurde sie in die Sammlung des Kunsthistorischen Museum übernommen.

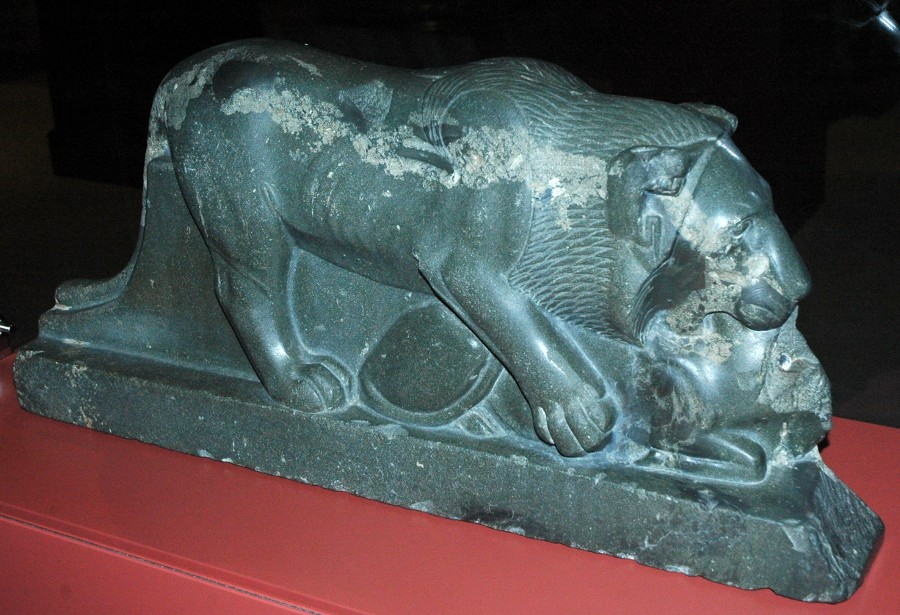
Rechte Seitenansicht
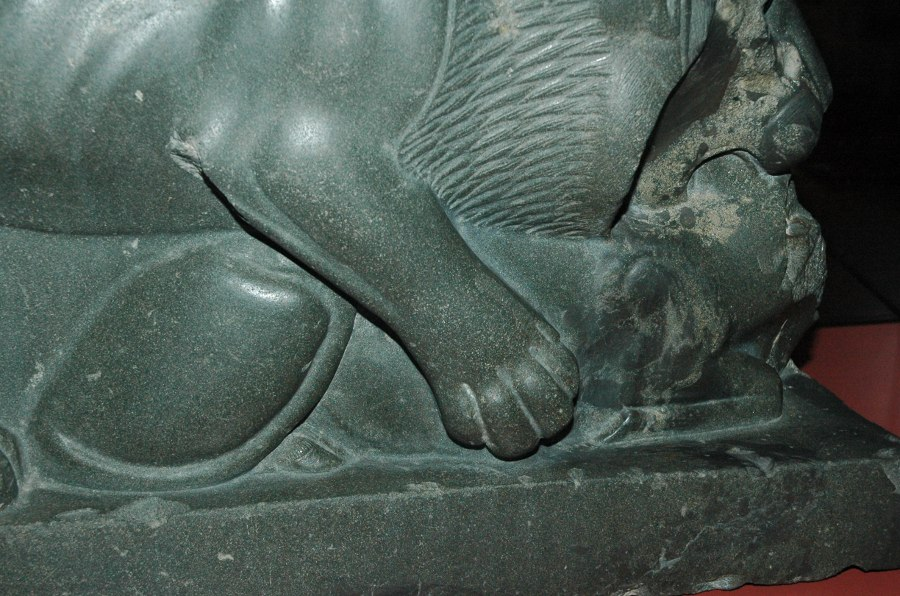
Detailansicht
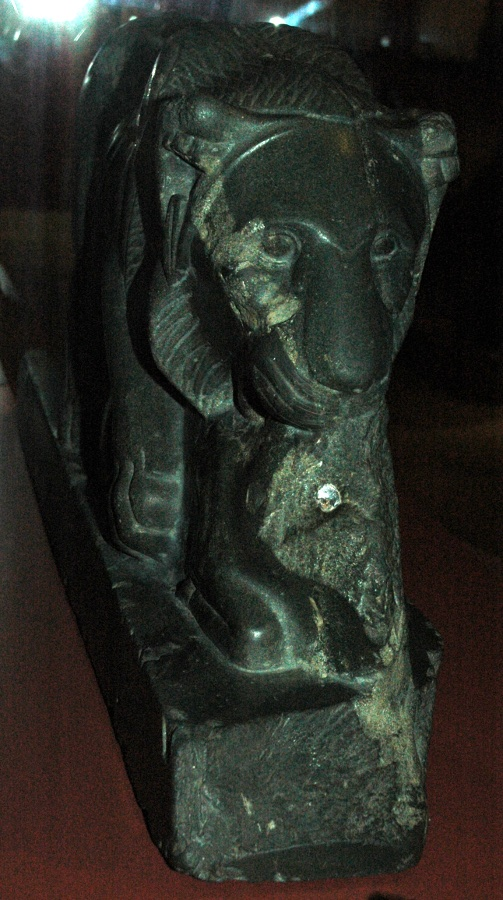
Frontansicht